# العلاقات الباكستانية الكونغوية
العلاقات الباكستانية الكونغولية هي العلاقات الثنائية التي تجمع بين باكستان وجمهورية الكونغو.

## مقارنة بين البلدين
هذه مقارنة عامة ومرجعية للدولتين:
| وجه المقارنة                                              | باكستان                     | [[تصنيف:صفحات تستخدم رمز علم غير موجود\|]] جمهورية الكونغو |
| --------------------------------------------------------- | --------------------------- | ---------------------------------------------------------- |
| المساحة (كم2)                                             | 881.91 ألف                  | 342.00 ألف                                                 |
| عدد السكان (نسمة)                                         | 197.02 مليون                | 5.26 مليون                                                 |
| الكثافة السكانية (ن./كم²)                                 | 223.4                       | 15.38                                                      |
| العاصمة                                                   | إسلام آباد                  | برازافيل                                                   |
| اللغة الرسمية                                             | لغة إنجليزية، اللغة الأردية | لغة فرنسية                                                 |
| العملة                                                    | روبية باكستانية             | فرنك وسط أفريقي                                            |
| الناتج المحلي الإجمالي (بليون دولار)                      | 304.95 مليار                | 8.72 مليار                                                 |
| الناتج المحلي الإجمالي (تعادل القوة الشرائية) بليون دولار | 946.67 مليار                | 29.48 مليار                                                |
| الناتج المحلي الإجمالي الاسمي للفرد دولار أمريكي          | 1.43 ألف                    | 1.85 ألف                                                   |
| الناتج المحلي الإجمالي للفرد دولار أمريكي                 | 4.81 ألف                    |                                                            |
| مؤشر التنمية البشرية                                      | 0.538                       | 0.591                                                      |
| رمز المكالمات الدولي                                      | +92                         | +242                                                       |
| رمز الإنترنت                                              | .pk                         | .cg                                                        |
| المنطقة الزمنية                                           | ت ع م+05:00                 | ت ع م+01:00                                                |

## منظمات دولية مشتركة
يشترك البلدان في عضوية مجموعة من المنظمات الدولية، منها:
| علم المنظمة | اسم المنظمة                               | تاريخ انضمام باكستان | تاريخ انضمام جمهورية الكونغو |
| ----------- | ----------------------------------------- | -------------------- | ---------------------------- |
|             | منظمة التجارة العالمية                    | ?                    | ?                            |
|             | يونسكو                                    | 14 سبتمبر 1949       | 24 أكتوبر 1960               |
|             | البنك الدولي للإنشاء والتعمير             | 11 يوليو 1950        | 10 يوليو 1963                |
|             | وكالة ضمان الاستثمار متعدد الأطراف        | 12 أبريل 1988        | 16 أكتوبر 1991               |
|             | منظمة الشرطة الجنائية الدولية             | ?                    | ?                            |
|             | مؤسسة التمويل الدولية                     | 20 يوليو 1956        | 1 أكتوبر 1980                |
|             | الأمم المتحدة                             | 30 سبتمبر 1947       | 20 سبتمبر 1960               |
|             | الفريق المعني برصد الأرض                  | ?                    | ?                            |
|             | منظمة حظر الأسلحة الكيميائية              | ?                    | ?                            |
|             | المركز الدولي لتسوية المنازعات الاستشارية | 15 أكتوبر 1966       | 14 أكتوبر 1966               |

## وصلات خارجية
- موقع وزارة الخارجية الباكستانية